# Caimana
Caimana (em turco: Haymana) é um município e distrito da província e área metropolitana de Ancara, na Turquia. O distrito tem 2 164 km² de área e em dezembro de 2021 tinha 27 298 habitantes (densidade: 12,6 hab./km²).

## Etimologia
De acordo com o dicionário Compêndio dos dialetos turcos, datado de 1074, haymana significa pradaria em turco. Uma etimologia popular afirma que deriva de Caime Ana, o nome da avó de Osmã Gazi, o fundador do Beilhique Otomano (futuro Império Otomano), que teria morrido no centro da cidade e foi sepultada ali.

## Composição
O distrito é formado por 78 bairros (almofalas; mahalle):
- Aquerlecuiu (Ahırlıkuyu)
- Alacheque (Alaçık)
- Alacajele (Alahacılı)
- Altepenar (Altıpınar)
- Atacoi (Ataköy)
- Baquechejique (Bahçecik)
- Balchequissar (Balçıkhisar)
- Baltaline (Baltalin)
- Boazcaia (Boğazkaya)
- Bostancuiuque (Bostanhüyük)
- Bumesuz (Bumsuz)
- Buiuconaque (Büyükkonak)
- Buiquiaje (Büyükyağcı)
- Cadecoi (Kadıköy)
- Caracoja (Karahoca)
- Carapenar (Karapınar)
- Carasuleimanle (Karasüleymanlı)
- Catranje (Katrancı)
- Cavacoi (Kavakköy)
- Caiabaxe (Kayabaşı)
- Chalda (Çaldağ)
- Chalexe (Çalış)
- Chataque (Çatak)
- Chairaz (Çayraz)
- Chelticli (Çeltikli)
- Cuchuconaque (Küçükkonak)
- Cuchuquiaje (Küçükyağcı)
- Cutlucane (Kutluhan)
- Demirozu (Demirözü)
- Derecoi (Dereköy)
- Deveji (Deveci)
- Devejipenare (Devecipınarı)
- Durupenar (Durupınar)
- Durutlar
- Emirler
- Essene (Esen)
- Esquiquesla (Eskikışla)
- Eveji (Evci)
- Eveliafaque (Evliyafakı)
- Guedique (Gedik)
- Gultepe (Gültepe)
- Guzeljecale (Güzelcekale)
- Iamaque (Yamak)
- Iapraquebaiere (Yaprakbayırı)
- Iailabei (Yaylabeyi)
- Ieni (Yeni)
- Ienicoi (Yeniköy)
- Iergomu (Yergömü)
- Iexilcoi (Yeşilköy)
- Injirli (İncirli)
- Iucaressebil (Yukarısebil)
- Iurtebeili (Yurtbeyli)
- Jicanxaque (Cihanşah)
- Jinguirli (Cingirli)
- Juluque (Culuk)
- Mandera (Mandıra)
- Medresse (Medrese)
- Querpiche (Kerpiç)
- Quessicavaque (Kesikkavak)
- Quirazolu (Kirazoğlu)
- Quezelcoiunlu (Kızılkoyunlu)
- Saatli (Saatli)
- Saredeirmene (Sarıdeğirmen)
- Saregol (Sarıgöl)
- Sazasse (Sazağası)
- Seriniaila (Serinyayla)
- Seirane (Seyran)
- Sinanle (Sinanlı)
- Senderane (Sındıran)
- Serchassarai (Sırçasaray)
- Soulja (Soğulca)
- Soutepe (Söğüttepe)
- Tabacle (Tabaklı)
- Tepecoi (Tepeköy)
- Toichaiere (Toyçayırı)
- Turcuiuque (Türkhüyük)
- Turquexerefli (Türkşerefli)
- Xerefligoquegoz (Şerefligökgöz)